# Stazione di Myōden
La Stazione di Myōden (妙典駅?, Myōden-eki) è una stazione della Metropolitana di Tokyo e si trova nella città di Ichikawa nella prefettura di Chiba. Essa serve la linea Tōzai della Tokyo Metro.